# Hervé de Penfentenyo
Pour les autres membres de la famille, voir Famille de Penfentenyo.
Hervé Alphonse Marie de Penfentenyo de Kervéréguin, né le 14 août 1879 à Brest, décédé à Versailles le 18 avril 1970, est un officier de marine français.

## Biographie
Il est né dans la famille de Penfentenyo, d'ancienne noblesse bretonne. Son grand-père, l'amiral Louis Henri de Gueydon, était grand-croix de la Légion d'honneur et son père, le contre-amiral Auguste de Penfentenyo, commandeur.
Après l'école navale (promotion 1897), il fait campagne comme aspirant dans l'escadre d'Extrême-Orient sur le Redoutable, le Bengali, le d'Entrecasteaux et participe en Chine à la guerre contre les Boxers. Enseigne de vaisseau en 1902, il navigue sur le Dévastation. Il est lieutenant de vaisseau en 1910, sur le Condorcet. Affecté en 1912 au ministère, il sert à la direction des travaux militaires puis à la direction centrale de l'artillerie. En mai 1914, sur le cuirassé Bretagne en construction à Brest, il organise le service d'artillerie du bâtiment. En 1916, il commande le torpilleur d'origine grecque Panther. Il est contre-amiral en 1931, vice-amiral en 1937, vice-amiral d'escadre (VAE) en 1939.
Il est nommé en 1938 préfet maritime de la 5e région, gouverneur militaire de Lorient. C'est dans ce cadre qu'il confie au commandant Paul Maerten la charge d'organiser la fête des Œuvres Sociales de la Marine à Lorient sur une durée de trois jours. Le journal local: Le Nouvelliste du Morbihan du 9 août 1938 retranscrit sa lettre de félicitations à l'intéressé.
Le 17 juin 1940, le port est menacé par voies aérienne, maritime et surtout terrestre. Il n'est pas défendable du côté continental. Le VAE de Penfentenyo donne à 13 heures l'ordre d'appareillage immédiat de tous les navires militaires et civils vers Casablanca, ceux ur rayon d'action insuffisant devant rejoindre l'Angleterre. Le 18 juin 1940, le VAE de Penfentenyo donne l’ordre de mettre le feu aux dix cuves de mazout de la Marine de 10 000 litres chacune, installées sur la rive lanestérienne. Ordre est donné aux habitants du Cosquer d’abandonner leurs maisons. L’incendie se poursuit les jours suivants et se propage avant de sembler se calmer si bien que les habitants du Cosquer regagnent leurs maisons le 24 juin. Dans la nuit, le couvercle de l’une des cuves explose et une colonne de flammes portée par le vent se rabat sur le village. Plusieurs maisons sont littéralement grillées. Quarante personnes peuvent s’enfuir tandis qu’il faudra attendre plus de 24 heures avant de pouvoir approcher des décombres et en retirer vingt-cinq cadavres : 7 hommes, 6 femmes et 12 enfants. Un bateau évacue 270 tonnes d'or belge et polonais, qui arriveront à Casablanca le 23 juin. Le chalutier La Tanche emmène une partie des élèves de l'École des apprentis mécaniciens de la marine mais saute sur une mine ; il y a 190 morts. Le VAE de Penfentenyo fait saborder les bateaux qui ne peuvent appareiller et détruire les installations portuaires,.
Le 21 juin, à l'arrivée des forces allemandes, un baroud d'honneur a lieu pendant deux heures aux Cinq-Chemins à Guidel. Une compagnie de dragons et une section d'artillerie coloniale s'opposent à deux cents soldats allemands. Quatorze militaires français, dont trois officiers, trouvent la mort dans ce combat d'arrière-garde. Un giratoire de Guidel porte le nom de giratoire Amiral de Penfentenyo pour cette raison.
Le VAE est fait prisonnier et reste en captivité en Allemagne jusqu'en 1941. Il est ensuite vice-président de la Compagnie générale transatlantique et du Comité consultatif de la famille. Arrêté par la Gestapo en 1943 à Nantes, il est emprisonné et déporté en Allemagne (Torgau, Wehrmachtgefängnis Fort Zinna (de)) jusqu'en mai 1945, date à laquelle il passe en deuxième section. Le vice-amiral d'escadre Hervé de Penfentenyo est fait grand-croix de la Légion d'honneur en 1955.
Il a reçu la Francisque.

## Descendance
Il a eu quatorze enfants dont trois fils morts pour la France, François (1915-1940), Tanguy (1919-1945), aviateur au groupe de chasse Alsace, et Alain de Penfentenyo de Kervéréguin (1921-1946), enseigne de vaisseau tué au combat en Indochine et dont un commando de marine porte le nom.

### Sources et bibliographie
- Étienne Taillemite, Dictionnaire des marins français, Tallandier, 2002, p. 412